# Benjamín Galdames
Benjamín Ignacio Galdames Millán (ur. 24 lutego 2001 w mieście Meksyk) – meksykański piłkarz pochodzenia chilijskiego występujący na pozycji prawego skrzydłowego lub ofensywnego pomocnika, od 2023 roku zawodnik Atlético San Luis.
Jego ojciec Pablo Galdames oraz bracia Pablo Galdames i Thomas Galdames również są piłkarzami. Urodził się w mieście Meksyk, gdy jego ojciec był zawodnikiem tamtejszego Cruz Azul.